# Distrito de Checras
El distrito de Checras es uno de los doce que integran la provincia peruana de Huaura, ubicada en el Departamento de Lima, bajo la administración del Gobierno Regional de Lima-Provincias, Perú. Limita por el norte con la Provincia de Oyón; por el oeste con el Distrito de Santa Leonor (provincia de Huaura); por el sur y el oeste con los distritos de Leoncio Prado y Paccho, respectivamente de la provincia de Huaura.
Dentro de la división eclesiástica de la Iglesia Católica del Perú, pertenece a la diócesis de Huacho

## Historia
El distrito fue creado en la etapa de la Independencia (figurando en la Ley transitoria de Municipalidades del 29 de diciembre de 1856), siendo su capital Chiuchín al inicio, luego cambiada a Maray por la Ley N° 9127, con fecha de 2 de enero de 1940.

## División administrativa
Checras está formado por comunidades campesinas oficialmente reconocidas. Tiene cinco pueblos:
- Tongos, está a 2 800 metros sobre el nivel del mar; cuenta con los caseríos de Pampa Libre (a 1 800 metros sobre el nivel del mar), Lacsaura y Piedra Blanca (a 2 050 metros sobre el nivel del mar), con una población de 193 hab.
- Tulpay, que está a 2 300 metros sobre el nivel del mar. Pueblo de muy pocos habitantes y de abundante agua.
- Puñun, está a 3500 metros sobre el nivel del mar; cuenta con los caseríos de Huáchala y Pálgura o Palcaura, con 566 hab.
- Maray, (antes Capash o Gapash), es la capital del distrito y está a 2600 metros sobre el nivel del mar. El pueblo “Maray Viejo” que está a 3 800 metros sobre el nivel del mar fue la capital del Curato de Canchas o Maray, desde el año 1563, y en la actualidad es habitada durante sembríos y cosechas.
- Canín, está situado a 3 800 metros sobre el nivel del mar cuenta con los caseríos de Huauyaranga, El Molino y Shogalán. Fue la capital de Checras por los años 1898 a 1922.

A partir del año 1986, estos pueblos reciben cierta ayuda económica de la Microrregión de Oyón, con sede en Churín.

## Autoridades

### Municipales
- 2019 - 2022[2]
  - Alcalde: Teodoro Modesto Rosas Estela, de Alianza para el Progreso.
  - Regidores:

  1. Afrodicio Sócrates Regalado Celis (Alianza para el Progreso)
  2. Nansi Yelina Ríos Estela (Alianza para el Progreso)
  3. José Patrocinio Mendoza Susano (Alianza para el Progreso)
  4. Jaiden Emilio Richardzon Pacheco (Alianza para el Progreso)
  5. Máximo Antonio Flores Bustamante (Fuerza Popular)

Alcaldes anteriores
- 2015-2018:[3] Héctor Oswaldo Pizarro Medina, Movimiento Patria Joven (PJ).
- 2011 - 2014:[4] Héctor Oswaldo Pizarro Medina, del Partido Aprista Peruano (PAP).[5]
- 2007 - 2010: Héctor Oswaldo Pizarro Medina.

### Policiales
- Comisaría de Huacho
  - Comisario: Cmdte. PNP. Silvestre Santamaría Obando.[6]

## Festividades
- Junio: C.C San Pedero de Tongos: Celebración del santo patrón del pueblo San Pedro y de la Virgen de la Visitación, la festividad se celebra del 27 de junio al 4 de julio.

- setiembre: c.c san Agustín de puñun: Celebración del santo patrón del pueblo san Agustín y de la Virgen natividad y rosario, la festividad se celebra del 7 de septiembre al 12 de septiembre.